# 라헨
라헨(독일어: Lachen)은 스위스 슈비츠주의 마히구에 있는 자치체이다.

## 역사
라헨은 1217-22년경에 de Lachun으로 처음 언급되었다.

## 지리

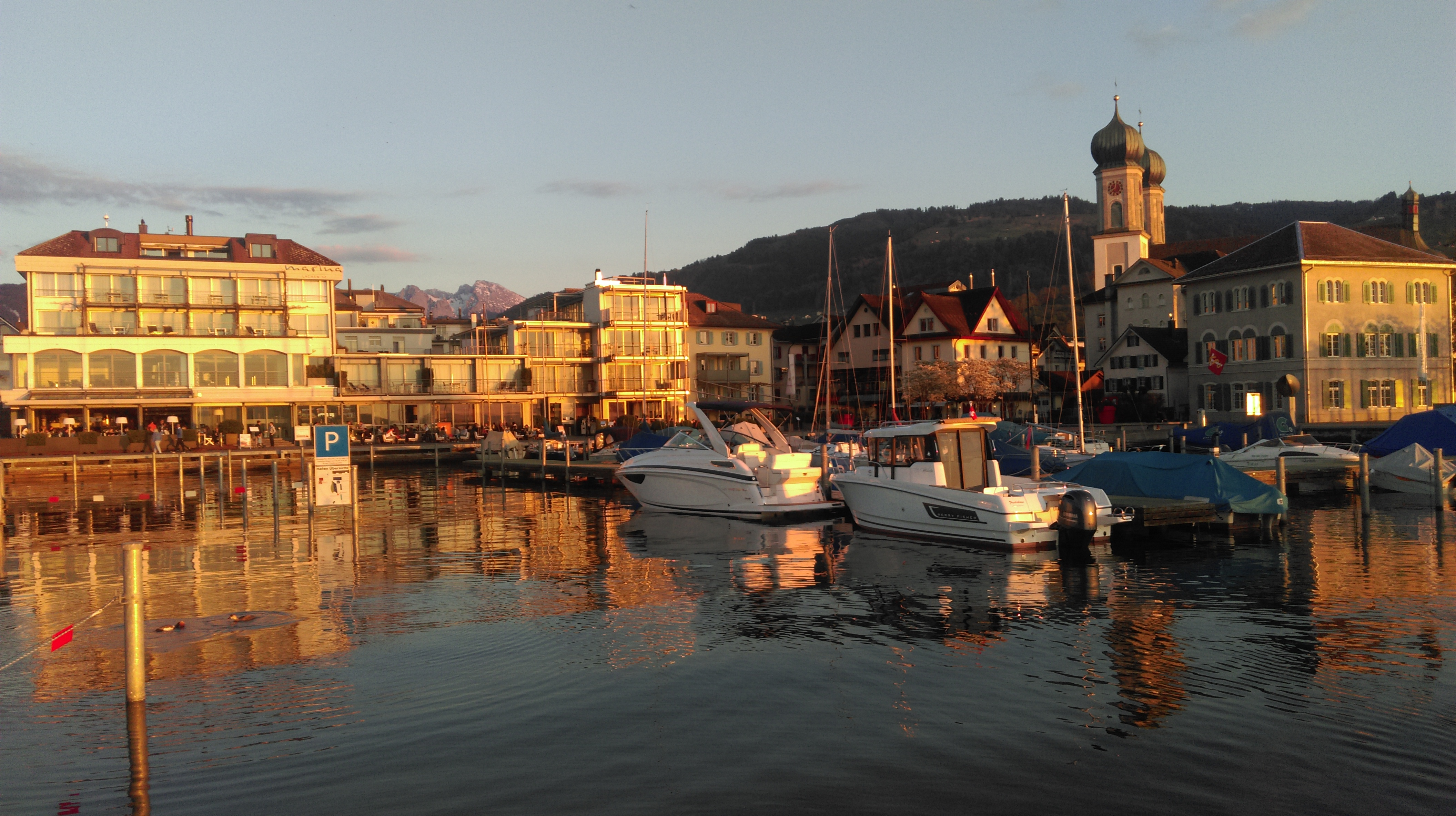
라헨 마리나 호텔의 일몰, 서쪽을 향한 위치 때문에 라헨은 "취리히 호수의 일몰 전망이 가장 좋은 도시"로 알려져 있다.

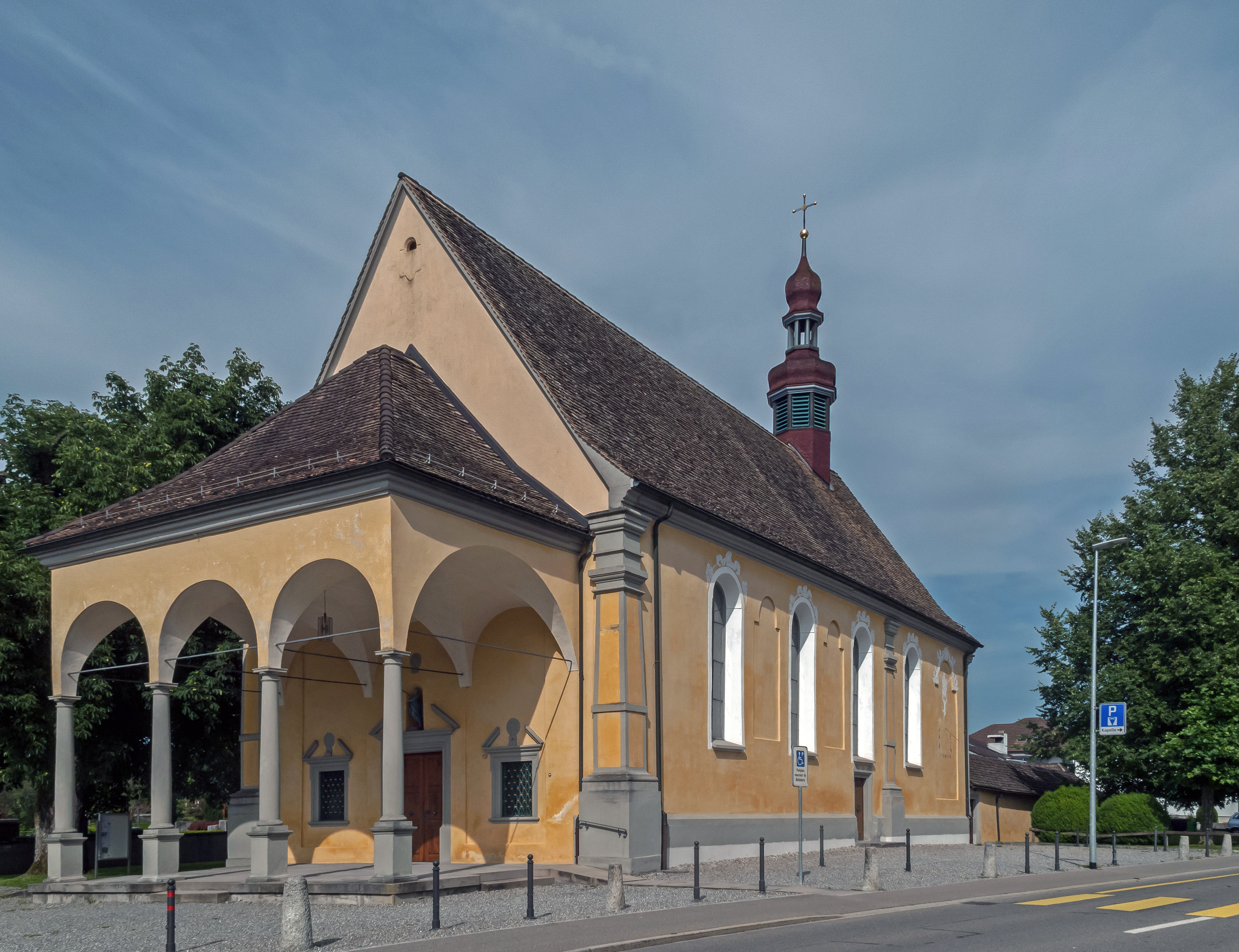
라헨 교회

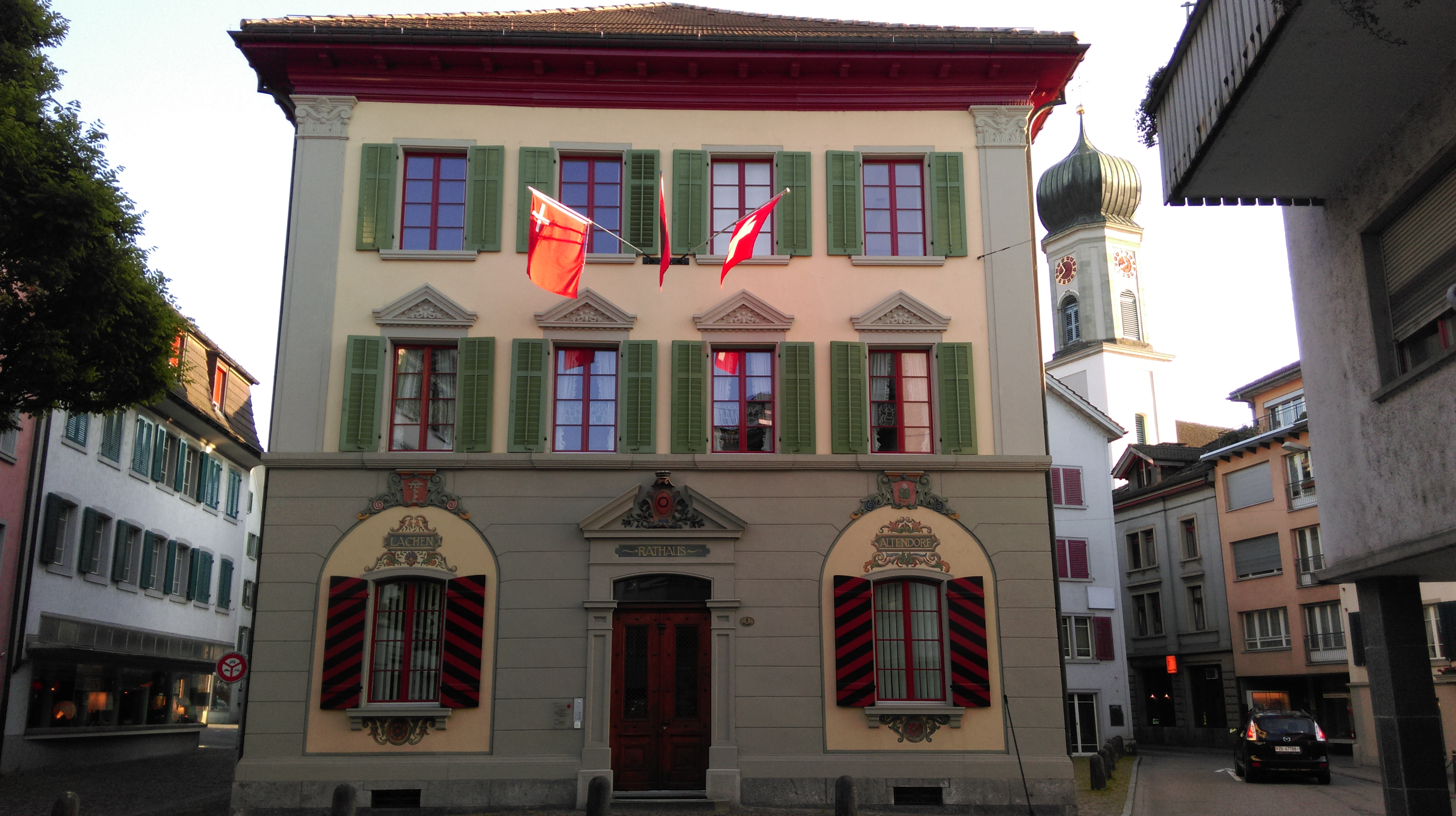
라헨 옛 시청은 1506년에 지어졌다. 배경에는 1708/11년 공표된 파르키르체 하일리그 크로이츠의 두 탑 중 하나가 있다.

라헨의 면적은 2006년 기준으로 2.4k㎡이다. 이 면적 중 26.7%는 농업용으로 사용되고, 5.8%는 산림이다. 나머지 토지 중 62.1%는 정착지(건물 또는 도로)이고, 나머지(5.4%)는 블모지(강, 빙하 또는 산)이다.
시정촌은 취리히 호수의 상부에 있는 베기강의 삼각주에 위치해 있다. 슈비츠주에서 가장 작은 시정촌이다.

## 인구통계
라헨의 인구는 9,137명이다. 2007년 기준으로 전체 인구의 27.2%가 외국인이다. 지난 10년 동안 인구는 14.1%의 비율로 증가했다. 인구 대다수인 84.9%가 독일어를 사용하고, 이탈리아어(5.1%)와 알바니아어(2.4%)가 그 뒤를 잇는다.
2000년 기준으로 인구의 성별 분포는 남성 49.1%, 여성 50.9%였다. 1,293명(20.6%)가 19세 미만이다. 1,950명(31.1%)가 20세에서 39세 사이이고 2,055명(32.8%)가 40세에서 64세이다. 489명(7.8%)가 65세에서 74세이다. 70~79세 347명(5.5%)이며, 80세 이상은 138명(2.20%)이 있었다. 100세 이상인 사람도 1명이 있었다.
2000년 현재 2,817가구 중 1,039가구(약 36.9%)가 1인 가구이다. 115명(4.1%)은 최소 5명의 거주자가 있는 대가족이다.
2007년 선거에서 가장 인기 있는 정당은 43.2%의 득표율을 기록한 SVP였다. 다음으로 가장 인기 있는 세 정당은 FDP (19.4%), SPS (19.1%), CVP (13.9%)였다.
라헨에서는 성인 인구의 약 69.2%(25세에서 64세 사이)가 비필수 고등교육 또는 추가 고등교육(대학 또는 응용학문대학)을 완료했다.
라헨의 실업률은 1.98%이다. 2005년 기준으로 1차 경제 부문에 61명이 고용되어 있고, 이 부문에 약 7개 기업이 참여하고 있다. 859명이 2차 부문에 고용되어 있고, 이 부문에 84개의 기업이 있다. 2,686명이 3차 부문에 고용되어 있으며, 이 부문에는 370개의 기업이 있다.
2000년 인구 조사에 따르면 인구의 4,141(66.0%)이 크리스찬 가톨릭 교회 신자이고, 984(15.7%)가 스위스 개혁 교회에 속해 있다. 나머지 인구 중 정교회에 속해 있는 사람은 179명(인구의 약 2.85%)이고, 다른 기독교 교회에 속해 있는 사람은 5명 미만이다. 유대인은 5명 미만이고, 무슬림은 413명(6.58%)이다. 다른 교회에 속한 38명(0.61%)이 있으며(인구 조사에 나열되지 않음), 336명(5.36%)이 불가지론자 또는 무신론자이다. 그리고 178명의 개인(2.84%)이 질문에 대답하지 않았다.
역사적 인구는 다음 표에 나와 있다.
| 년도 | 인구  |
| ---- | ----- |
| 1850 | 1,506 |
| 1900 | 1,971 |
| 1950 | 3,458 |
| 1970 | 4,914 |
| 1980 | 5,456 |
| 1990 | 5,995 |
| 2000 | 6,317 |
| 2005 | 6,765 |
| 2007 | 6,977 |
| 2010 | 7,809 |
| 2015 | 8,480 |
| 2020 | 9,137 |

## 기후
라헨의 연간 강우량은 평균 149.1일이며, 평균 강수량은 1,428mm이다. 가장 습한 달은 8월로 이 기간 동안 라헨의 평균 강수량은 186mm이다. 이달의 평균 강수량은 14.2일이다. 강수량이 가장 많은 달은 5월로 평균 14.7일이지만 강수량은 139mm에 불과하다. 연중 가장 건조한 달은 1월로 14.2일 동안 평균 강수량이 80mm이다.

## 교통
시정촌은 A3 고속도로에 있다.
라헨역은 취리히와 치겔브뤼케 사이를 30분 간격으로 운행하는 취리히 S-반 서비스 S2와 취리히와 린탈 사이를 매시간 운행하는 S25의 정류장이다. 취리히까지의 이동 시간은 30~40분이다.